# Strigocossus ambahona
Strigocossus ambahona is een vlinder uit de familie houtboorders (Cossidae). De wetenschappelijke naam van deze soort werd voor het eerst geldig gepubliceerd in 1954 door Viette.
De soort komt voor in tropisch Afrika.